# ヴァシリコ・ブリャチスラヴィチ (ヴィテプスク公・12世紀末)
ヴァシリコ・ブリャチスラヴィチ（ロシア語: Василько Брячиславич、? - 1209年以降）は、ヴィテプスク公ブリャチスラフの子である。ヴィテプスク公（在位：1186年 - ?）。

## 生涯
1180年、父ブリャチスラフと共にドルツクを包囲した(ru)。1186年、義父のスモレンスク公ダヴィド、ドルツク公フセスラフ、ロゴジュスク公ヴァシリコ(be)らの支援を得てヴィテプスク公位に就いた。1196年にはオレグ家と共闘してスモレンスク公国軍を破った（ルーシ内戦 (1195年 - 1196年)）。
1209年、ヴァシリコの娘がウラジーミル大公フセヴォロドの後妻となった。タチシチェフ(ru)、ウォイトウィチ(uk)らの説では、娘の名はリュバヴァとされている。また、ブリャチスラフという息子の存在が知られている。